# British Academy of Film and Television Arts Los Angeles
Pour les articles homonymes, voir BAFTA (homonymie).
La British Academy of Film and Television Arts Los Angeles (BAFTA/LA) est la branche californienne de l'organisation britannique British Academy of Film and Television Arts (BAFTA).
Créée en 1989, elle décerne de façon indépendante les Britannia Awards récompensant des personnalités du cinéma ou de la télévision britannique et américain. Les prix sont remis chaque année au cours d'une cérémonie en octobre ou novembre à Los Angeles.

## Catégories de récompense
De 1989 à 1998, il n'existait qu'un prix appelé « Britannia Award for Excellence in Film ».
- Stanley Kubrick Britannia Award de l'excellence au cinéma
- John Schlesinger Britannia Award de l'excellence artistique dans la réalisation
- Albert R. Broccoli Britannia Award de l'excellence artistique dans un divertissement international
- Cunard Britannia Award pour la contribution d'une vie au cinéma international

## Palmarès

### Britannia Awards for Excellence in Film(1989-1998)
- 1989 : Emma Watson
- 1990 : Emma Watson
- 1991 : Non décerné
- 1992 : Sir Peter Ustinov
- 1993 : Martin Scorsese
- 1994 : Non décerné
- 1995 : Sir Anthony Hopkins
- 1996 : Bob et Harvey Weinstein
- 1997 : Dustin Hoffman
- 1998 : John Travolta

### Britannia Awards(depuis 1999)

#### 1999
- Britannia Award : Stanley Kubrick, honoré pour son excellence dans le domaine du cinéma
- Britannia Award : Aaron Spelling, honoré pour son excellence dans le domaine de la télévision
- Britannia Award : Tarsem, honorée pour son excellence dans le domaine de la direction commerciale
- Britannia Award : BBC, honorée pour son excellence dans le domaine des affaires

#### Les années 2000

##### 2000
- Stanley Kubrick Britannia Award : Steven Spielberg, KBE, honoré pour son excellence dans le domaine du cinéma

##### 2001/2002
- Stanley Kubrick Britannia Award : George Lucas, honoré pour son excellence dans le domaine du cinéma
- Britannia Award : HBO, honorée pour son excellence dans le domaine de la télévision

##### 2003
- Stanley Kubrick Britannia Award : Hugh Grant, honoré pour son excellence dans le domaine du cinéma
- Britannia Award : Angela Lansbury, CBE, honorée pour sa carrière dans le domaine de la télévision et du cinéma
- Britannia Award : Sir Howard Stringer, honoré pour sa contribution dans le domaine du divertissement mondial
- John Schlesinger Britannia Award : Peter Weir, honoré pour son excellence artistique

##### 2004
- Stanley Kubrick Britannia Award : Tom Hanks, honoré pour son excellence dans le domaine du cinéma
- Britannia Award : Dame Helen Mirren, honorée pour sa contribution dans le domaine du divertissement international
- John Schlesinger Britannia Award : Jim Sheridan, honoré pour son excellence artistique

##### 2005
- Stanley Kubrick Britannia Award : Tom Cruise, honoré pour son excellence dans le domaine du cinéma
- Britannia Award : Dame Elizabeth Taylor, DBE, honorée pour sa contribution dans le domaine du divertissement mondial
- John Schlesinger Britannia Award : Mike Newell, honoré pour son excellence artistique dans la réalisation
- Cunard Britannia Award : Ronald Neame, DBE, honoré pour sa carrière dans le domaine du cinéma international

##### 2006
- Stanley Kubrick Britannia Award : Clint Eastwood, honoré pour son excellence dans le domaine du cinéma
- Britannia Award : Rachel Weisz, honorée pour être l'artiste britannique de l'année
- John Schlesinger Britannia Award : Anthony Minghella, honoré pour son excellence artistique dans la réalisation
- Cunard Britannia Award : Sidney Poitier, honoré pour sa carrière dans le domaine du cinéma international

##### 2007
- Stanley Kubrick Britannia Award : Denzel Washington, honoré pour son excellence dans le domaine du cinéma
- Britannia Award : Kate Winslet, honorée pour être l'artiste britannique de l'année
- John Schlesinger Britannia Award : Martin Campbell, honoré pour son excellence artistique dans la réalisation
- Cunard Britannia Award : New Line Cinema : Bob Shaye et Michael Lynne, honorés pour leur carrière dans le domaine du cinéma international
- BAFTA/LA Humanitarian Award : Richard Curtis

##### 2008
- Stanley Kubrick Britannia Award : Sean Penn, honoré pour son excellence dans le domaine du cinéma
- Britannia Award : Tilda Swinton, honorée pour être l'artiste britannique de l'année
- John Schlesinger Britannia Award : Stephen Frears, honoré pour son excellence artistique dans la réalisation
- BAFTA/LA Humanitarian Award : Don Cheadle

##### 2009
La 18e cérémonie des BAFTA/LA Britannia Awards s'est déroulée le 5 novembre 2009 au Hyatt Regency Hotel de Los Angeles. Elle a été présentée par Stephen Fry, ainsi que par Amy Adams, Benicio del Toro, Ewan McGregor et Dev Patel, et a récompensé : 
- Stanley Kubrick Britannia Award : Robert De Niro, honoré pour son excellence dans le domaine du cinéma
- Britannia Award : Emily Blunt, honorée pour être l'artiste britannique de l'année
- Britannia Award : Kirk Douglas, honoré pour sa contribution mondiale au divertissement
- John Schlesinger Britannia Award : Danny Boyle, honoré pour son excellence artistique dans la réalisation
- BAFTA/LA Humanitarian Award : Colin Firth

#### Les années 2010

##### 2010
La 19e cérémonie des BAFTA/LA Britannia Awards s'est déroulée le 4 novembre 2010 au Hyatt Regency Hotel de Los Angeles. Elle a été présentée par Stephen Fry, ainsi que par Kevin Spacey, Carey Mulligan, Dakota Fanning et Marion Cotillard, et a récompensé : 
- Stanley Kubrick Britannia Award : Jeff Bridges, honoré pour son excellence dans le domaine du cinéma
- Britannia Award : Michael Sheen, honoré pour être l'artiste britannique de l'année
- Charlie Chaplin Britannia Award : Betty White, honorée pour son excellence dans le genre de la comédie
- John Schlesinger Britannia Award : Christopher Nolan, honoré pour son excellence artistique dans la réalisation
- Britannia Award : Ridley et Tony Scott de Scott Free Productions, honorés pour leur contribution mondiale au divertissement cinématographique

##### 2011
La 20e cérémonie des BAFTA/LA Britannia Awards s'est déroulée le 30 novembre 2011 au Beverly Hilton Hotel de Beverly Hills, Los Angeles.
Elle a été présentée par Alan Cumming, ainsi que Helen Mirren, Robert Downey Jr., Barry Levinson, Oliver Platt, et Jason Isaacs et a récompensé :
- Stanley Kubrick Britannia Award : Warren Beatty, honoré pour son excellence dans le domaine du cinéma
- Britannia Award : Helena Bonham Carter, honorée pour être l'artiste britannique de l'année
- Charlie Chaplin Britannia Award : Ben Stiller, honoré pour son excellence dans le genre de la comédie
- Albert R. Broccoli Britannia Award : John Lasseter, honoré pour sa contribution mondiale au divertissement cinématographique
- John Schlesinger Britannia Award : David Yates, honoré pour son excellence artistique dans la réalisation

##### 2012
La 21e cérémonie des BAFTA/LA Britannia Awards s'est déroulée le 11 novembre 2012 au Beverly Hilton Hotel de Beverly Hills, Los Angeles.
Elle a été présentée par Alan Cumming, ainsi que Harrison Ford, Steven Spielberg, Olivia Munn, Lucy Davis, Bérénice Marlohe, Stephen Merchant et Jane Seymour, et a récompensé :
- Stanley Kubrick Britannia Award : Daniel Day-Lewis, honoré pour son excellence dans le domaine du cinéma
- Britannia Award : Daniel Craig, honoré pour être l'artiste britannique de l'année
- Charlie Chaplin Britannia Award : Trey Parker et Matt Stone, honorés pour leur excellence dans le genre de la comédie
- Albert R. Broccoli Britannia Award : Will Wright, honoré pour sa contribution mondiale au divertissement
- John Schlesinger Britannia Award : Quentin Tarantino, honoré pour son excellence artistique dans la réalisation

##### 2013
La 22e cérémonie des Britannia Awards s'est déroulée le 9 novembre 2013 au Beverly Hilton Hotel de Beverly Hills, Los Angeles.
Elle a été présentée par Rob Brydon, ainsi que Sean Penn, Julia Roberts, Ralph Fiennes et Sigourney Weaver et a récompensé :
- Stanley Kubrick Britannia Award : George Clooney, honoré pour son excellence dans le domaine du cinéma
- Britannia Award : Benedict Cumberbatch, honoré pour être l'artiste britannique de l'année
- Charlie Chaplin Britannia Award : Sacha Baron Cohen, honorée pour son excellence dans le genre de la comédie
- Albert R. Broccoli Britannia Award : Sir Ben Kingsley, honoré pour sa contribution mondiale au divertissement
- John Schlesinger Britannia Award : Kathryn Bigelow, honorée pour son excellence artistique dans la réalisation
- BAFTA/LA Humanitarian Award : Idris Elba

##### 2014
La 23e cérémonie des Britannia Awards s'est déroulée le 30 octobre 2014 au Beverly Hilton Hotel de Beverly Hills, Los Angeles.
Elle a été présentée par Rob Brydon, et a récompensé :
- Stanley Kubrick Britannia Award : Robert Downey, Jr., honoré pour son excellence dans le domaine du cinéma
- Britannia Award : Emma Watson, honorée pour être l'artiste britannique de l'année
- Albert R. Broccoli Britannia Award : Dame Judi Dench, honorée pour sa contribution mondiale au divertissement
- John Schlesinger Britannia Award : Mike Leigh, honorée pour son excellence artistique dans la réalisation
- BAFTA/LA Humanitarian Award : Mark Ruffalo, pour son travail dans la lutte pour la préservation de l'eau